# Аизу-Вакамацу
Аизу-Вакамацу (јап. 会津若松市) град је у Јапану у префектури Фукушима. Према попису становништва из 2005. у граду је живело 131.389 становника.

## Становништво
Према подацима са пописа, у граду је 2005. године живело 131.389 становника.
| 1995.   | 2000.   | 2005.   |
| ------- | ------- | ------- |
| 137.065 | 135.415 | 131.389 |